# Альфред фон Реймонт
Альфред фон Реймонт (нім. Alfred von Reumont; 15 серпня 1808, Ахен — 27 квітня 1887, Буртшайд, нині у складі Ахена) — німецький дипломат і історик.
Походив з католицької сім'ї родом з Льєжу. Після закінчення гімназії по волі тата (але проти власної) поступив вивчати медицину у Боннському університеті, згодом перейшов у Гейдельберзький. Після смерті тата пішов з університету, деякий час був домашнім учителем у Флоренції, а у 1830 році вже зумів стати секретарем прусського консула у цьому місті. До цієї пори він уже написав декілька наукових робіт по історії Аахена й у 1833 році отримав по їхній сукупності ступінь доктора філософії в Ерлангенському університеті. Пізніше був дипломатом у Міністерстві іноземних справ в Берліні (1835—1836), служив секретарем посольства Пруссії у Флоренції й у Римі (1836—1843) й секретарем у міністерстві іноземних справ (1843—1847). У 1851 році став довіреним у справах при прусському посольстві в Пармі й Модені, а п'ять років опісля був призначений прусським міністром-резидентом у Флоренції. З кінця 1850-х років займався переважно історичними дослідженнями, у 1853 році став членом-кореспондентом, а у 1858 році — іноземним членом Баварської академії наук, у 1854 році — членом-кореспондентом Прусської академії наук. У 1878 році вернувся в Аахен, та в 1879 році заснував у ньому історичну громаду і до 1886 роки був його головою. У 1883 році став почесним громадянином Аахена, згодом отримав такий же статус в Риму і Флоренції.
Як історик — займався в першу чергу історією Італії й Аахену; найбільш відомі твори: «Надання, історії й легенди Рейнланду» (нім. Rheinlands Sagen, Geschichten und Legenden. Rheinlands Sagen, Geschichten und Legenden; Кельн, 1837; 2 накладу, 1844), «Римські письма одного флорентійця» (нім. Römische Briefe von einem Florentiner. Römische Briefe von einem Florentiner; Лейпциг, 1840—1844), «Ганганели (Климент XIV), його листування і його пора» (нім. Ganganelli (Clemens XIV), seine Briefe und seine Zeit. Ganganelli (Clemens XIV), seine Briefe und seine Zeit; Берлін, 1847), «З італійської історії» (нім. Beiträge zur italienischen Geschichte. Beiträge zur italienischen Geschichte; Берлін, 1853—1857), «Молодість Катерини Медічі» (нім. Die Jugend Caterinas de’Medici. Die Jugend Caterinas de’Medici; Берлін, 1854; 2 накладу, 1856), «Графиня Олбані» (нім. Die Gräfin von Albany. Die Gräfin von Albany; Берлін, 1860), «Сучасники. Біографії і характеристики» (нім. Zeitgenossen; Biographien und Charakteristiken. Zeitgenossen; Biographien und Charakteristiken; Берлин, 1862), «Історія міста Риму» (нім. Geschichte der Stadt Rom. Geschichte der Stadt Rom; Берлін, 1867—1870), «Бібліографія опублікованих у Німеччині робіт по історії Італії» (італ. Bibliografia dei lavori publicati in Germania sulla storia d’Italia. Bibliografia dei lavori publicati in Germania sulla storia d’Italia; Берлін, 1863; продовжене у «Archivio storico» до 1878), «Лоренцо Медічі Прекрасний» (нім. Lorenzo de’Medici il Magnifico. Lorenzo de’Medici il Magnifico; Лейпциг, 1874; 2 накладу, 1883), «Geschichte Toscanas seit dem Ende des florentinischen Freistaats» (Гота, 1876—1877), «Gino Capponi» (там же, 1880), «Vittoria Colonna» (Фрейбург, 1881), «Biographische Denkblätter nach persönlichen Erinnerungen» (Лейпциг, 1878), «Saggi di storia e letteratura» (Флоренція, 1880), «Малі історичні роботи» (нім. Kleine historische Schriften. Kleine historische Schriften; Гота, 1882), «Charakterbilder aus der neuern Geschichte Italiens» (Лейпциг, 1886), «Aus König Friedrich Wilhelms IV gesunden und kranken Tagen» (Лейпциг, 1885). Згідно з оцінцкою ЭСБЄ, «запеклий католик, Реймонт у своїх історичних дослідженнях вмів залишатися впевненним і неупередженим».